# 西宿
西宿（にしじゅく）は、大阪府箕面市の町名。現行行政地名は西宿一丁目から西宿三丁目。

## 地理
箕面市の南東部に位置し、東に今宮、西に坊島、南に船場東、南西に萱野、北に白島と接している。

## 世帯数と人口
2020年（令和2年）4月30日現在（箕面市発表）の世帯数と人口は以下の通りである。
| 丁目       | 世帯数  | 人口    |
| ---------- | ------- | ------- |
| 西宿一丁目 | 158世帯 | 343人   |
| 西宿二丁目 | 572世帯 | 1,264人 |
| 西宿三丁目 | 267世帯 | 523人   |
| 計         | 997世帯 | 2,130人 |

### 人口の変遷
国勢調査による人口の推移。
| 1995年（平成7年）  | 1,732人 | [ 5 ] |  |
| 2000年（平成12年） | 2,153人 | [ 6 ] |  |
| 2005年（平成17年） | 2,022人 | [ 7 ] |  |
| 2010年（平成22年） | 1,980人 | [ 8 ] |  |
| 2015年（平成27年） | 1,996人 | [ 9 ] |  |

### 世帯数の変遷
国勢調査による世帯数の推移。
| 1995年（平成7年）  | 609世帯 | [ 5 ] |  |
| 2000年（平成12年） | 780世帯 | [ 6 ] |  |
| 2005年（平成17年） | 776世帯 | [ 7 ] |  |
| 2010年（平成22年） | 776世帯 | [ 8 ] |  |
| 2015年（平成27年） | 826世帯 | [ 9 ] |  |

## 学区
市立小・中学校に通う場合、学区は以下の通りとなる（2014年6月時点）。
| 丁目       | 番・番地等 | 小学校               | 中学校             |
| ---------- | ---------- | -------------------- | ------------------ |
| 西宿一丁目 | 全域       | 箕面市立萱野東小学校 | 箕面市立第四中学校 |
| 西宿二丁目 | 全域       | 箕面市立萱野東小学校 | 箕面市立第四中学校 |
| 西宿三丁目 | 全域       | 箕面市立萱野東小学校 | 箕面市立第四中学校 |

## 事業所
2016年（平成28年）現在の経済センサス調査による事業所数と従業員数は以下の通りである。
| 丁目       | 事業所数  | 従業員数 |
| ---------- | --------- | -------- |
| 西宿一丁目 | 135事業所 | 1,731人  |
| 西宿二丁目 | 41事業所  | 352人    |
| 西宿三丁目 | 22事業所  | 184人    |
| 計         | 198事業所 | 2,267人  |

## 交通
- 北大阪急行南北線 箕面萱野駅 (2024年3月23日開業)
- 国道171号
- 国道423号

## 施設
- みのおキューズモール

## その他

### 日本郵便
- 郵便番号 : 562-0034[3]（集配局：箕面郵便局[12]）。